# Вигалуа
Вигалуа (Wigalois, Guy Galois или лат. Vitus Gallensis) — средневековый рыцарь, герой из литературного цикла короля Артура согласно одноимённому сочинению немецкого поэта Вирнта фон Графенберга (конец XII — первая пол. XIII веков); персонаж времён Артура и рыцарей Круглого стола.
Известен также по гербу и головному убору под прозвищем «рыцаря с колесом». Сын Гавейна, следовательно, приходится внучатым племянником королю Артуру.

## Другие именования
В древнейшей версии сказания, старо-французской поэме «Прекрасный Незнакомец» («Le Bel Inconnu»; сочинение Рено де Божё, изданное впервые Гиппо, Париж, 1860), от которой произошли позднейшая французская народная книга («Histoire da Giglain»; Лион, 1530) и средне-английская поэма «Libeaus Desconus» (напечатана в сборнике «Ancient English metrical romances» английского антиквара Ритсона, том II), герой носит имя Жиглен (лат. Giglain).